# Giacomo Kratter
Giacomo Kratter (ur. 26 lipca 1982 w Udine) – włoski snowboardzista. Jego najlepszym wynikiem olimpijskim jest 4. miejsce w half-pipe’ie na igrzyskach w Salt Lake City. Na mistrzostwach świata najlepszy wynik uzyskał na mistrzostwach w Kreischbergu, gdzie zajął 5. miejsce w halfpipe’ie. Najlepsze wyniki w Pucharze Świata osiągnął w sezonie 2005/2006, kiedy to zajął 26. miejsce w klasyfikacji generalnej.
W 2007 r. zakończył karierę.

## Sukcesy

### Igrzyska olimpijskie
| Miejsce | Dzień     | Rok  | Miejscowość    | Konkurencja | Zwycięzca   |
| ------- | --------- | ---- | -------------- | ----------- | ----------- |
| 4.      | 11 lutego | 2002 | Salt Lake City | Halfpipe    | Ross Powers |
| 13.     | 12 lutego | 2006 | Turyn          | Halfpipe    | Shaun White |

### Mistrzostwa Świata
| Miejsce | Dzień       | Rok  | Miejscowość          | Konkurencja | Zwycięzca        |
| ------- | ----------- | ---- | -------------------- | ----------- | ---------------- |
| 13.     | 27 stycznia | 2001 | Madonna di Campiglio | Halfpipe    | Kim Christiansen |
| 5.      | 17 stycznia | 2003 | Kreischberg          | Halfpipe    | Markus Keller    |
| DNS     | 18 stycznia | 2003 | Kreischberg          | Big Air     | Risto Mattila    |
| 40.     | 22 stycznia | 2005 | Whistler             | Halfpipe    | Antti Autti      |

### Puchar Świata

#### Miejsca w klasyfikacji generalnej
- 2000/2001 – 81.
- 2001/2002 – –
- 2002/2003 – –
- 2003/2004 – –
- 2004/2005 – –
- 2005/2006 – 85.
- 2006/2007 – 133.

#### Miejsca na podium
1. Berchtesgaden – 8 lutego 2001 (Halfpipe) – 2. miejsce